# Гузєв Віктор Степанович
Віктор Степанович Гузєв (нар. 3 січня 1932, місто Батумі Аджарської АРСР, тепер Аджарська автономна республіка, Грузія — 11 травня 1999, місто Запоріжжя) — український радянський діяч, новатор виробництва, сталевар Запорізького електрометалургійного заводу «Дніпроспецсталь» імені Кузьміна Запорізької області. Герой Соціалістичної Праці (30.03.1971). Депутат Верховної Ради УРСР 6—8-го скликань.

## Біографія
З 1955 року працював підручним сталеваром, потім — сталеваром, старшим сталеваром електросталеплавильного цеху № 1 Запорізького металургійного (електрометалургійного) заводу «Дніпроспецсталь» імені Кузьміна Запорізької області.
Указом Президії Верховної Ради СРСР від 30 березня 1971 року за видатні успіхи, досягнуті у виконанні завдань п'ятирічного плану із розвитку чорної металургії, Гузєву Віктору Степановичу присвоєно звання Героя Соціалістичної Праці з врученням ордену Леніна і золотої медалі «Серп і Молот».
Потім — на пенсії у місті Запоріжжі.

## Нагороди
- Герой Соціалістичної Праці (30.03.1971)
- два ордени Леніна (22.03.1966; 30.03.1971)
- орден Трудового Червоного Прапора (19.02.1974)
- медалі
- Заслужений металург Української РСР